# مارگارت وودبریدج
مارگارت وودبریدج (به انگلیسی: Margaret Woodbridge) شناگر قهرمان المپیک و رکورددار جهانی زادهٔ ۶ ژانویهٔ ۱۹۰۲) شناگر اهل ایالات متحده آمریکا بود.